# Valea Vișeului
Valea Vișeului (ukr. Вишівска Долина, Wysziwska Dołyna) – wieś w Rumunii, w okręgu Marmarosz, w gminie Bistra. W 2011 roku liczyła 1491 mieszkańców.
Znajduje się tutaj stacja kolejowa Valea Vișeului, węzeł linii Salva – Câmpulung la Tisa z linią na Ukrainę.